# ورنر أندرمات
ورنر أندرمات (28 يوليو 1916- 29مايو 2013) هو رسام سويسري
في 1935-1938،تخرج من كانستغوربشال، لوسرن،(جامعة لوسرن للعلوم وفنون تطبيقية)، 
تضرب كأستاذ في الرسم وفنون غرافيك . درّس في أكاديمية غراند شوميير (بالفرنسية: Académie de la Grande Chaumière)‏ في باريس، وأكاديمية وابل في زيورخ.

## العمل
- 1938-1948، عمل فنان غرافيك ومصمم كتب
- في 1948، بدأ يدرس الرسم وغرافيك في كنستغوربشال لوسرن .
- 1950-1981 أصبح المدير[4]
- عاش في لوسرن، ولديه أربعة أبناء وابنة واحدة، وقد كان عضوا في جمعية رسامي سويسرا لمركز سويسرا.

## الجوائز
- 1986 ثقافة في مركز سويسرا.
- 1996 وسم المدينة لوسرن.